# Дискретна математика
Дискретната математика е част от математиката, която разглежда крайни или изброими математически структури.
За разлика от други области, като напр. анализ, които разглеждат непрекъснати величини, в дискретната математика топологични понятия като непрекъснатост не играят роля.
Дискретната математика има общи теми с алгебрата и логиката (напр. булева алгебра).
Основните области на дискретната математика са:
- комбинаторика
- теория на графите

Множеството на елементите в даден обект могат да бъде както крайно, така и безкрайно. В дискретната математика крайните множества се използват най-вече в бизнес сферата.
През втората половина на 20 век, дискретната математика се е развила много. Причина за това са дигиталните компютри, тъй като те обработват информацията в дискретни стъпки и пазят информацията в дискретни битове. Дискретната математика е полезна при изучаването и описването на обекти и задачи в сферата на компютърните науки – например компютърни алгоритми, езици за програмиране, криптография, автоматично доказателство и софтуерно разработване.

## Сфери, използващи дискретна математика

### Информатика
Теоретичната компютърна наука използва дяла от дискретната математика свързан с изчисляване. Набляга на графи и математическа логика.

### Теория на информацията
Информационна теория измерва количеството на информация. Подобно на нея е и теория на кодирането, което се използва за структурирането на информацията и начина на съхранението ѝ.

### Комбинаторика
Комбинаториката изучава начините по които дискретните структури могат да бъдат комбинирани и подредени. Броителната комбинаторика отброява броя на определени комбинаторни обекти – например „twelvefold way“ е фреймуърк, чрез който може да се броят пермутации, комбинации и дялове. Аналитичната комбинаторика използва сложни анализи и теорията на вероятността.

### Теория на графите
Графовата теория изучава графи и мрежи. Често бива считана като дял от комбинаториката, но съдържа множество елементи, по които се отдалечава от нея и е по-добре да се разглежда като отделна наука. Тя изобразява вида и броя на връзките между отделните елементи в дадена мрежа. Може да се използва в различни мрежи – физични, биологични и социални. В компютърните науки графовата теория може да представя мрежите на комуникация, подредбата на информация, потока от данни между различни физични машини и др. Математиката използва графова теория в геометрията и в някои части от топологията, например в „knot theory“.

### Теория на вероятностите
Теорията на дискретната вероятност се занимава с изброимите генерални съвкупности. Тя изучава случайните величини, които приемат крайно или безкрайно, но изброимо много стойности. Например каква е вероятността да се падне единица при хвърляне на зар.

### Теория на числата
Класическата теория на числата е клон на математиката който изследва свойствата на целите числа. Използва се в криптографията, криптоанализа, и криптологията, изучаваща модулярна аритметика, линейни и квадратни уравнения и прости числа. Други дискретни аспекти в теорията на числата са геометрия на числата.

### Алгебра
Алгебрични структури може да бъдат разгледани като дискретни и непрекъснати примери. Дискретната алгебра включва: булева алгебра, използвана в „logic gates“ и програмирането; релационна алгебра – в базите от данни.

### Геометрия
Дискретната геометрия и комбинаторната геометрия са част от дискретните колекции на геометрични обекти. Изчислителната геометрия използва алгоритми при геометрични задачи.

### Топология
Въпреки че топологията е част от математиката, която оформя и обобщава интуитивната идея на „continuous deformation“ на обекти, тя участва и в много дискретни части от математиката;